# Conde da Cunha
Conde da Cunha é um título nobiliárquico criado por D. José I de Portugal, por Decreto de 15 de Março de 1760, em favor de D. António Álvares da Cunha, Senhor da Cunha de juro e herdade, 19.° Senhor de Tábua de juro e herdade.
Titulares
1. D. António Álvares da Cunha (1700-1791), Senhor de juro e herdade e 1.º Conde da Cunha, 19.° Senhor de Tábua de juro e herdade; Capitão de mar e guerra da Armada Real, governador e capitão general de Mazagão em Marrocos (1745-1752), governador de Angola (1753-1758) e vice-rei do Brasil (1763-1767)
2. D. José Vasques Álvares da Cunha (1734-1812), filho do anterior titular, 2.º Conde da Cunha, 20.° Senhor de Tábua de juro e herdade; Oficial-mor da Casa Real (4.° trinchante-mor), Cap. Ten. da Armada Real, Env. Extr. em Vienna e na Haya, penultimo Gov. e Cap. Gen. de Mazagão em Marrocos
3. D. Pedro Álvares da Cunha (1767-1798), filho do anterior titular, 3.º Conde da Cunha, 21.° Senhor de Tábua de juro e herdade;
4. D. José Maria Vasques Álvares da Cunha (1793-1867), meio-irmão do anterior titular, 4.º Conde da Cunha, 22.° Senhor de Tábua de juro e herdade; Oficial-mor da Casa Real (15.° trinchante-mor), Coronel do Regimento das extintas Milícias de Lisboa, do termo oriental
5. D. Guterre José Maria Vasques Álvares da Cunha (1820-1895),[4] filho do anterior titular, 5.º Conde da Cunha.